# Jacques Salomon
Jacques Salomon (Amsterdam, 6 december 1893 – Leidschendam, 15 april 1974) was een Nederlands ondernemer.
Jacques Salomon trouwde in augustus 1924  met Gretha Brandon (Amsterdam, 10 november 1888- Leidschendam, 1979]) en woonde eerst aan de Linneausparkweg en vervolgens in de Zacharias Jansestraat te Amsterdam. Het echtpaar bleef kinderloos. 
Jacques Salomon is net als zijn oom Izak Barend Salomon handelaar in textielstoffen. Als gebouweigenaar liet de familie Salomon het onderhoud over aan de firma Zwaan in Enkhuizen. Als tijdens de bezetting door Nazi-Duitsland vervoer moeilijk wordt gemaakt en materiaal moeilijker te krijgen is stopt de band tussen beide families even. Wel is er een afspraak dat indien het noodzakelijk mocht worden, dat de familie Salomon kan onderduiken bij de familie Zwaan. De familie moet vanaf 1943 de Jodenster dragen, Jacques is dan al ondergedoken in een Amsterdams ziekenhuis. Gretha Salomon-Brandon werd in september 1943 opgepakt en zou gedeporteerd worden. Ze weet echter met behulp van een medewerker van de Nederlandse Spoorwegen te ontsnappen. Er is opnieuw contact met de familie Zwaan in Enkhuizen en de familie Salomon weet zich als “pakketje” anderhalf jaar te verbergen tot na de oorlog. Na de oorlog blijkt hun huis geconfisqueerd te zijn, maar de familie weet het terug te krijgen. De Billardfabriek Wilhelmina van oom Izak Barend Salomon zit na die Tweede Wereldoorlog zonder eigenaar en Jacques bleek de enige van de familie te zijn die die tijd overleefd heeft. Jacques Salomon nam het bedrijf over aan de Stadhouderskade 127 en ging in 1963 met pensioen. Hij werd opgevolgd door biljarter Cees van Oosterhout. Het echtpaar verhuisde nog naar Leidschendam alwaar beiden overleden.